# Absolute Wonder Woman
Absolute Wonder Woman es una serie de cómics de superhéroes publicada por DC Comics, basada en el personaje de la Mujer Maravilla. La serie, escrita por Kelly Thompson e ilustrada por Hayden Sherman, comenzó a publicarse el 23 de octubre de 2024, como parte del sello Absolute Universe (AU) de DC. La serie se centra en una versión de Mujer Maravilla que creció en el Infierno, en lugar de Themyscira, como en la mayoría de las representaciones del personaje.
El cómic ha recibido elogios de la crítica debido a su caracterización de Diana, la reinvención del mito de la Mujer Maravilla y la obra de arte del artista Hayden Sherman.

## Historial de publicación
Para julio de 2024, una serie de cómics centrada en la Mujer Maravilla titulada Absolute Wonder Woman, escrita por Kelly Thompson e ilustrada por Hayden Sherman, estaba en desarrollo como parte del sello Absolute Universe (AU) de DC Comics. Absolute Wonder Woman comenzó a publicarse el 23 de octubre del mismo año.

## Trama

### La última amazona (#1−5)
El origen de Diana se reimagina dentro del Universo Absoluto de DC. En lugar de ser criada en Themyscira, el dios Apolo la lleva al Infierno y la confía a la bruja Circe, quien se convierte en su madre adoptiva. Esta educación imbuye a Diana con una mezcla de destreza amazónica y hechicería oscura. Diana se enfrenta a formidables adversarios, en particular los Heraldos y el Tetracida. La historia se intercala entre la batalla de Diana en Gateway City y flashbacks de su tiempo en el Infierno con Circe, incluido su primer encuentro con Steve Trevor, quien aparece en las playas de la Isla Salvaje y es rescatado por Diana. Ella invoca el poder de su madre para agrandar su espada a proporciones inmensas, lo que le permite partir al Tetracida por la mitad. La criatura comienza a regenerarse, lo que impulsa a Diana a usar el Lazo de Transformación de Circe sobre sí misma, transformándose en Medusa. Con el poder de Medusa, Diana convierte el Tetracida en piedra y, al recuperar su forma original con la ayuda/00 de Steve Trevor, lo aplasta de un puñetazo. Diana es entonces arrastrada bajo tierra, aparentemente por la mano de un olímpico.

## Recepción
Absolute Wonder Woman ganó el premio a la "Mejor Serie Nueva" y Jordie Bellaire el de "Mejor Coloreado" en los Premios Eisner de 2025. Además, varios miembros del equipo creativo fueron nominados por su trabajo en Absolute Wonder Woman y otras series: Kelly Thompson a la "Mejor Guionista", Hayden Sherman al "Mejor Artista de Portada" y Becca Carey al de "Mejor Rotulación".